# البريت (العراق)
البِرِّيْت منطقة عراقية في جنوب النخيب، وهو من أشهر المناهل الواقعة في شرق الجزيرة العربية بالعراق في الشمال الشرقي من خط الحدود العراقية السعودية، ارتفاعه 349 متراً فوق سطح البحر لدى صدر وادي عرعر الذي يتجه إلى الجنوب الغربي، في فيضة وادى عَرْعر وأبَا القُور، بعد اجتماعهما، وهو شمال الأمغر ( بقرب خط الطول ٢٩ / ٤٢ وخط العرض ١٥ / ٣١ )"، وفي البادية العراقية آبار عميقة تُسمى طوال الوديان، منها آبار البريت واللصف والمجمي، وفي 1 كانون الثاني سنة 1988 أنشأت وزارة المالية العراقية مخفراً كمركياً في منطقة البريت لأغراض مكافحة التهريب. ومن كربلاء طريق إلى النخيب ثم البريت، تسلكه القوافل والسيارات. وقال أحمد العامري في كتابه (سيرة آل هذال) "المكمي والبريت: في وديان عنزة بالعراق للصقور والعمارات". وقال الزبيدي في تاج العروس "والبِرِّيت بالضبط السابق (موضعان بالبصرة). والذي نقل عن شمر: يقال الحَزْن والبِريت أرضان بناحية البصرة لبني يربوع"،. وقال ياقوت الحموي "البريت مكان بالبادية كثير الرمل" وقال شمر "يقال الخريت والبريت أرضان بناحية البصرة"، وقال نصر "البريت من مياه كلب بالشام.

## آبار البرّيت
فيها آبار مُعطّلة ومطمورة، وفيها آبار عامرة، منها:
- بئر العود: ماؤها غزير يمكن أن يقام عليها 12 بكرة وطعمها أقرب للملوحة، وعمقها بين 55 و60 متراً.
- بئر شرمان: مثل بئر العود.
- بئر الجلال: إحياؤها حديث قبل سنة 1949، وهي مثل بئر العود وَصْفاً.
- بئر الغرير: مائها عذب، وهي مثل بئر العود.
- بئر المانعي.[11]